# Grote Scheldeprijs 1962
Il Grote Scheldeprijs 1962, quarantottesima edizione della corsa, si svolse il 31 luglio per un percorso di 220 km, con partenza ed arrivo a Schoten. Fu vinto dal belga Piet Oellibrandt della squadra Dr. Mann-Labo davanti ai connazionali Guillaume Van Tongerloo e Victor Van Schil.

## Ordine d'arrivo (Top 10)
| Pos. | Corridore               | Squadra                  | Tempo |
| ---- | ----------------------- | ------------------------ | ----- |
| 1    | Piet Oellibrandt        | Dr. Mann-Labo            |       |
| 2    | Guillaume Van Tongerloo | Flandria-Faema           |       |
| 3    | Victor Van Schil        | Mercier-BP-Hutchinson    |       |
| 4    | Jos Wouters             | Solo-Van Steenbergen     |       |
| 5    | Oswald Declercq         | Bertin-Porter 39-Milremo |       |
| 6    | Willy Butzen            | Dr. Mann-Labo            |       |
| 7    | Gustaaf De Smet         | Wiel's-Groene Leeuw      |       |
| 8    | Jozef De Wolf           | Bertin-Porter 39-Milremo |       |
| 9    | Willy Derboven          | Flandria-Faema           |       |
| 10   | Karel De Laet           | Dr. Mann-Labo            |       |